# クレディセゾン
株式会社クレディセゾン（英: Credit Saison Co., Ltd.）は、東京都豊島区東池袋に本社を置く、日本のクレジットカードを中心とした金融事業を営む会社である。 かつては西武百貨店や西友などとともに旧セゾングループ（西武流通グループ）の中核的存在であった。セゾンまたはセゾンカードとも称され、本項目でもそのように表記する箇所がある。日経平均株価およびJPX日経インデックス400の構成銘柄の一つ。

## 概要
もともと、月賦百貨店であった緑屋が西武百貨店と資本提携したことによりかつて巨大流通グループであったセゾングループ（後に縮小・解体）に入り、業態を百貨店から転換し現在のクレジットカード会社に至る。「セゾン」は、フランス語で「季節」を意味する。旧・西武クレジット。
1983年、緑屋再建時から西武百貨店と西武クレジット社長を兼任していた坂倉芳明から、竹内敏雄に社長が交代したことを契機に、西武百貨店のカードである西武カスタマーズカード、西武百貨店と西友の共用カードである西武ニューカスタマーズカード及び、旧緑屋のグリーンカードを統合した上、西武流通グループの統合カードとして前年から試行発行していた西武カードを改称して、セゾンカード（改称当初はカードフェイスに『SEIBU CARD』の表記もあった）の発行を開始した。翌1984年からセゾンカードはグループ以外の加盟店開拓にも注力し、ハウスカードからナショナルカードへの拡大を図った。また1988年にはVisaカード、マスターカードといった国際ブランドとの提携を開始。加えて、付帯業務としてリース事業、融資事業、生命保険、損害保険の取り扱い、信用保証業務なども順次開始した。1989年に社名を現在の「クレディセゾン」へ変更し、定款を金融業を中心に改定した。1997年にはアメリカン・エキスプレス（アメックス）と提携して「《セゾン》アメリカン・エキスプレス・カード」を発行した（2010年にはアメックスとの提携関係を強化し、カードラインナップを拡大）。国内のアメックス提携カードで唯一、券面にアメックスの象徴であるセンチュリオン（百人隊長）がデザインされている。2002年には有効期限のない「永久不滅ポイント」を導入した。2006年には同業のUCカードと合併した。
2001年に巨大流通・不動産グループであったセゾングループが解体した現在においても、旧セゾングループ各社及び西武鉄道を中心とした西武グループの結節点とも言える存在である。これは、旧セゾングループ各社と提携した提携カードを発行し、旧セゾングループと兄弟関係にあった西武グループとの提携カードも発行していることに起因している。2002年に西武百貨店において累積欠損の存在と再建処理の必要が迫られた際には、私的整理にあたって約100億円の債務株式化を要請されるなど再建を支えた。
2010年3月17日、かつて西武百貨店傘下のセゾングループ企業であった経緯から発行してきたそごう・西武との提携カード「ミレニアム／クラブ・オン カード《セゾン》」事業が、セブン&アイグループによるそごう・西武買収でセブン・カードサービスとの間でねじれが生じた状態になっていたため、セブン&アイグループと包括提携を結んで本体から分離することとし、9月にセゾン100％出資で新会社 セブンCSカードサービスを設立し、2011年4月にセブンCSカードサービスに同事業を分割吸収させ、更にセブン&アイ・フィナンシャル・グループ（現：セブン・フィナンシャルサービス）がセブンCSカードサービス株の過半数を取得し合弁事業化した。2013年3月までにセブンCSカードサービスは、セブン・フィナンシャルサービス傘下のセブン・カードサービスとの統合が予定されていたが、セブン&アイが百貨店事業を売却したことから提携関係は縮小し、クレディセゾンが保有していたセブン&アイの株式も2025年3月期にすべて売却されている。
メインバンクは、月賦百貨店の緑屋時代からの富士銀行の系譜を継ぐみずほ銀行であり、同行がかつて筆頭株主であったことからみずほ系と解されることが多い。みずほフィナンシャルグループと資本・業務提携を行なっていたが、2019年に提携は解消した。
2022年4月、株式会社UPSIDERと提携し銀行振込の請求書をカード払いにするBPSPサービス「支払い.com」の共同提供を開始。
クレジットカード会社として知られているが、クレジットカード以外にリース事業を手掛けるほか、住宅ローン・家賃保証・信用保証などのファイナンス事業に注力しており、海外の東南アジアやインドでの割賦販売、後払い決済などの金融事業（同社は「グローバル事業」と呼んでいる）を展開するなど、ペイメント（クレジットカード）事業以外の事業の拡大を図っている。2023年5月18日にはファイナンス事業の強化のため静岡県の地方銀行・スルガ銀行との間で資本業務提携することを発表した。クレディセゾンは同年9月までにスルガ銀行株式の15.12%を取得し、同行を持分法適用会社としている。2025年3月期の連結事業利益（IFRS基準）では、ファイナンス事業の事業利益がペイメント（クレジットカード）事業の事業利益を上回っている。
また、グループ会社のセゾンリアルティやコンチェルトなどで不動産事業、エンタテインメント事業などかつてセゾングループが手掛けていた事業の一部を承継しており、2022年からの中期経営計画ではかつてセゾングループ代表の堤清二が掲げていた「生活総合産業」を受け継ぐ「『総合生活サービスグループ』への転換」を標榜している。
カード会員総数は2,342万人、稼動会員数1,353万人（2025年3月末現在）。

### みずほフィナンシャルグループと包括提携
2004年にみずほフィナンシャルグループとの間で資本（第三者割当増資）・業務提携することが発表され、2006年1月にみずほ銀行傘下のクレジットカード会社であるユーシーカード（←第一勧銀カード・富士銀クレジット・興銀カード3社のUCカード部門を再編して発足）をクレディセゾンは吸収合併し、クレディセゾン発行のUCカードとして事業継続している。これは銀行系と流通系というカード会社の設立母体が違う垣根を越えた最初の再編となり、2004年8月にスクープしたNHKニュースでは衝撃的な事例として報じられている。
2007年4月に、カードや融資（ローン）の審査・信用管理に関わるプロセシング業務は、UCグループの同業務を担うキュービタスへ事業分割・譲渡の上、業務委託した。

#### 提携解消
クレディセゾンとみずほ銀行は、2019年2月22日、2004年に結んだ包括提携を10月で解消すると発表した。これに伴い、クレディセゾンはみずほFG傘下のユーシーカード（UC）への31%の出資を解消する。また、キュービタスは会社分割してUCに関わる事業を切り離す。なお、クレディセゾンとみずほ銀行が関わるみずほマイレージクラブカード事業は続けるとしている。
ただしクレジットカード事業の提携終了後もみずほとの関係が切れたわけではなく、クレディセゾンがインドに設立したファイナンス事業会社にみずほ銀行が出資するなど、分野によっては協力関係が継続している。

## 沿革
- 1946年（昭和21年） - 岡本商店として創業。
- 1951年（昭和26年）5月 - 株式会社緑屋設立。
- 1963年（昭和38年）7月 - 東京証券取引所市場第二部に上場。
- 1968年（昭和43年）
  - 3月 - 西武百貨店と資本提携。
  - 6月 - 東京証券取引所市場第一部に指定。
- 1970年（昭和45年）9月 - 株式会社西武情報センター（現 株式会社セゾンテクノロジー）を設立。
- 1980年（昭和55年）8月 - 商号を株式会社西武クレジットに変更[5]
- 1983年（昭和58年）3月 - 「西武カード」から名称変更し、《セゾン》カードを発行。
- 1985年（昭和60年）5月 - 信用保証事業を開始[5]
- 1988年（昭和63年）7月 - VISA及びMasterCardとの提携により「《セゾン》カードVISA」、「《セゾン》カードMasterCard」を発行。
- 1989年（平成元年）10月 - 商号を株式会社クレディセゾンに変更[5]。
- 1991年（平成3年）1月 - 提携カードの発行開始[5]。
- 1995年（平成7年）6月 - ジェーシービーとの提携により「《セゾン》カードJCB」を発行更[5]。
- 1997年（平成9年）10月 - AMERICAN EXPRESS との提携により「《セゾン》アメリカン・エキスプレス・カード」を発行[5][注 3]。
- 1999年（平成11年）3月 - 国内外で、クレジット、キャッシュ、デビットの3つのカード機能を備えた「《セゾン》郵貯グローバルサービス」を開始。
- 2001年（平成13年）
  - 3月 - 日経平均株価225種に選定[5]。
  - 4月 - セゾン証券の株式をマネックス証券（現:マネックスグループ）に株式交換。
  - 11月 - サッカー日本代表のサポーティングカンパニー契約を締結[5]。
- 2002年（平成14年）2月 - セゾン生命保険の株式をAIGエジソン生命保険（現:ジブラルタ生命保険）に譲渡。新ポイントプログラム「《セゾン》ドリーム」（現「《セゾン》永久不滅ポイント」）を開始[5]。
- 2003年（平成15年）9月 - 出光興産とカード事業部門における包括提携に合意[5]。
- 2004年（平成16年）
  - 2月 - りそなホールディングスと戦略的な資本・業務提携に合意[5]。
  - 4月 - 髙島屋とカード事業部門における戦略的提携に合意[5]。
  - 7月 - 西武百貨店の親会社であるミレニアムリテイリングが再建のため実施した第三者割当増資に応じて10億円を出資[32]。
  - 8月 - みずほフィナンシャルグループ、みずほ銀行、ユーシーカードとクレジットカード事業における戦略的業務提携に基本合意[5]（後に解消）。
- 2005年（平成17年）
  - 4月 - クレジットセンター「Ubiquitous（ユビキタス）」（中野区江原町）稼働[5]。
  - 10月 - 「《セゾン》プラチナ・アメリカン・エキスプレス・カード」を発行[5]。
  - 12月 - りそなカードの株式を追加取得し、同社を持分法適用会社とする[5]。
- 2006年（平成18年）
  - 1月 - ユーシーカード株式会社（現存するユーシーカード株式会社とは別）を吸収合併[5]。
  - 6月 - ヤマダ電機とクレジットカード事業における包括提携を締結[5]。
  - 6月 - 静岡銀行と事業提携に合意[5]。
  - 10月 - アフィリエイトサイト「永久不滅.com」（後のセゾンポイントモール）の運営開始[5]。
  - 11月 - 大和ハウス工業と「株主間協定」を締結し、合弁会社（大和ハウスフィナンシャル株式会社）を設立[5]。
- 2007年（平成19年）
  - 3月 - 山口フィナンシャルグループと包括提携に合意[5]。
  - 10月 - 総合プロセシングサービス専門会社（株）キュービタス設立[5]。
  - 11月 - AMERICAN EXPRESSとの提携により、「《セゾン》ゴールド・アメリカン・エキスプレス・カード」と、国内で初の年会費無料の「《セゾン》カード・アメリカン・エキスプレスカード」を発行。
- 2008年（平成20年）9月 - 株式会社ローソン・シーエス・カードを吸収合併。
- 2010年（平成22年）
  - 3月 - セブン・フィナンシャルサービスと包括的業務提携で基本合意[5]
  - 4月 - 赤城自然園の運営を開始[5]
  - 6月 - クレディセゾンとアメリカン・エキスプレス、提携関係の強化を発表[5]。7月に新カード「《セゾン》パール・アメリカン・エキスプレス・カード」発行に伴い、年会費無料の「《セゾン》カード・アメリカン・エキスプレスカード」の新規受付を終了。
- 2011年（平成23年）4月 - 前年の合意を基にセブン・フィナンシャルサービスと合弁会社セブンCSカードサービスを設立し、そごう・西武の提携カード事業を分離[5]。
- 2013年（平成25年）
  - 4月 - ベトナム・ハノイに現地法人Vietnam Saison Consulting Company Limited.を設立。
  - 11月25日 - 育ての親である堤清二が死去[33][34]。
- 2014年（平成26年）
  - 5月 - シンガポールに現地法人Credit Saison Asia Pacific Pte. Ltd.を設立[35]。
  - 11月 - バーチャルブランドプリペイドカード事業を展開するシンガポールのMatchmove Pay Pte. Ltd.と資本業務提携を締結[36]。
- 2015年（平成27年）
  - 5月 - ベトナムにおいてHD Finance Company Ltd.に資本参加。新たにHD SAISON Finance Company Ltd.として合弁事業を開始[37]。
  - 6月 - 株式交換によりJPNホールディングス株式会社（現：連結子会社）を完全子会社化。
  - 12月9日 - みずほ銀行が保有していたクレセゾン株の大半を買い取る。これによって同行は第7位株主となる[38]。この方針によって銀行資本から分離した独立系カード会社としての地位を確立すると同時に、みずほFG親密のカード会社の地位をオリエントコーポレーションに譲る。
- 2017年（平成29年）
  - 1月26日 - みずほ銀行と｢包括的業務提携基本契約等変更契約｣を締結[39]。
- 2019年（平成31年/令和元年）
  - 9月5日 - 大和証券グループ本社との資本業務提携を発表[40]。
  - 10月1日 - みずほ銀行と｢包括的業務提携基本契約等変更契約｣を終了[41]。みずほ銀行保有のキュービタス株式をクレディセゾンへ譲り、クレディセゾンが保有するユーシーカード株式のユーシーカードへ譲る。
- 2020年（令和2年）
  - 4月1日 - 完全子会社のキュービタスを吸収合併[42]。
- 2022年（令和4年）
  - 3月31日 - 西友との提携サービスを終了[43]。
  - 4月 - 株式会社UPSIDERと提携し銀行振込の請求書をカード払いにするBPSPサービス「支払い.com」の共同提供を開始。[19]東京証券取引所の市場区分の見直しにより、東京証券取引所の市場第一部からプライム市場に移行。
- 2023年（令和5年）
  - 2月1日 - Japan Culture and Technology（J-CAT）と資本業務提携。
  - 5月18日 - スルガ銀行との間で資本業務提携締結を発表[22]。
  - 7月3日 - スルガ銀行を持分法適用会社とする。
- 2024年（令和6年）
  - 2月29日 - パルコとの提携サービスを終了[44]。
  - 11月20日 - ホームセンター大手のカインズとの提携カード「CAINZセゾンカード」のサービスを開始[45]。

## ブランディング

セゾンカードの旧ロゴ(1983-2019)

ブランディングは、セゾングループのクリエイティブディレクターだった田中一光が1983年の「セゾンカード」導入時に作成したものを基本的に継承しているが、2019年に視認性を高めるためにロゴデザインを一部修正している。
コーポレートカラーは「セゾンブルー」「セゾングリーン」で（田中がデザインした旧西武百貨店～西武の包装紙なども青と緑が使用されている）、「セゾンブルー」は「生活する人々の幸福、希望の象徴」、「セゾングリーン」は「信頼、やすらぎ、文化性、先進性の象徴」と位置付けられている。
2021年には、「セゾングループ」の商標権を同社が取得している。
また、2024年には田中が「セゾンカード」やクレディセゾンのロゴ作成時に使用した文字を基にフォントワークス（現在のMonotype）と共同でオリジナルのコーポレートフォント、「SAISON Sans／SAISON Sans Advance」を開発している。

## 関係会社
| - 株式会社セゾンリアルティ - 株式会社くらしのセゾン - 株式会社カサラゴ - 株式会社コンチェルト - セゾン投信株式会社 - 株式会社セゾンパーソナルプラス - 株式会社セゾンファンデックス - 株式会社セゾン・ベンチャーズ - 株式会社セゾン保険サービス - モーションピクチャー株式会社 - Saison International Pte. Ltd. - Kisetsu Saison Finance (India) Pvt. Ltd. など | - スルガ銀行株式会社 - 株式会社イープラス - 出光クレジット株式会社 - 静銀セゾンカード株式会社 - 株式会社セゾンテクノロジー - 株式会社セブンCSカードサービス - 大和ハウスフィナンシャル株式会社 - 株式会社ヤマダフィナンシャル - りそなカード株式会社 - HD SAISON Finance Company Ltd. - 髙島屋ファイナンシャル・パートナーズ株式会社 - 株式会社オムニバス など |

## ネット決済をめぐる訴訟
長崎県佐世保市在住の男性の長男が、2005年（平成17年）1月から2月にかけて、携帯電話でインターネット上の有料アダルトサイトを複数回閲覧し、その料金約285万円を男性のクレジットカードで無断で決済した。これを巡り、クレディセゾン（当時はユーシーカード）は男性に対し、カード管理に落ち度があったとして代金の支払いを求めたが、拒否されたため提訴。一審の長崎地裁佐世保支部は2008年（平成20年）4月24日、ネット決済について「決済時に暗証番号などの本人確認を入力する必要が無かったため、会員に成りすまして利用することは容易だった」と指摘。決済時の安全管理について「可能な限り会員以外の不正使用を阻止するための対策が不十分だった」として、同社の訴えを棄却する判決を出した。この判決に対し同社は福岡高裁に控訴。2008年（平成20年）12月2日、男性の長男が解決金約380万円を支払うことで和解した。

## クレジットカード
《セゾン》カード及びUCカードの2つの種類のクレジットカードを発行している。《セゾン》カードは従来から発行していた西武カードの名称を改め1983年（昭和58年）から発行している。UCカードはユーシーカード株式会社（初代。現存するユーシーカード株式会社は2代目）を吸収合併し、2006年（平成18年）から発行していたが、2017年の業務提携見直しでユーシーカード（2代目）とクレディセゾンで発行を分担する形に変更し、同時にユーシーカードが行っていた《セゾン》カードの加盟店事業を再度自社に移管した。その後2019年に提携を解消している。

### 《セゾン》カード

#### 年会費
《セゾン》カードは基本的に一般カードが一部を除いて年会費が永久無料であることなどを強調している。一般的に年会費有料のカードはその元を取るために使われ、年会費無料のカードは使わなくても損をしないことから稼働率は低くなる傾向にある。セゾンカードは、銀行系のような堅さやステータスは無いものの、流通系の親近感、おしゃれなイメージ、日本国内でのウォルマートグループ店舗（西友など）での特定日利用5%割引なども手伝って、カード稼働率はトップとなっている。
年会費が無料であるもう1つの理由は、他社と違ってカード盗難保険の契約をせずにコストを抑えていることである（年会費が有料の《セゾン》カードの場合はショッピング保険やカード盗難保険などの契約を損害保険会社と契約しているものも存在する）。カードが不正使用された場合はセゾン自社の損害（損失）となるため慎重な調査が行われる。損害保険会社と契約しているカード会社の場合は不正使用された時は、会員の過失による場合を除き損害保険会社から補填されるものの、近年の偽造カード事件などをもとに損保会社の調査も時間がかかるようになってきている事から、セゾンの対応が会員から見て一概に悪いとはいえない状況になっている。
他のクレジットカード会社と比較して女性の会員の比率が高い。

#### 国際ブランド
《セゾン》カードは、VISA、MasterCard、JCB及びAMERICAN EXPRESSの4つの国際ブランドを発行している（UCカードは、MasterCard及びVISAの2つである）。このうちAMERICAN EXPRESSブランドおよびマイレージ・プラス提携カード（VISAおよびAMERICAN EXPRESS）はプラチナカードも発行しており（他の国際ブランドはゴールドカードまで）、《セゾン》永久不滅ポイントにおいても他の国際ブランドに比べて有利に貯まるように設計されている（マイレージ・プラス提携は永久不滅ポイントの対象外）。

#### セゾンカードの種類とグレード

##### VISA, MasterCard, JCB
《セゾン》カードインターナショナル
年会費は無料。但し、入会月から翌年同月までにカードの利用がない場合には、カードサービス手数料がかかる。国際ブランドはVISA・MasterCard・JCBのいずれかを選ぶことができる。
またセゾンカウンターでの受け取りであれば即日発行が可能であり、ETCカードまで併せて即日発行が可能な数少ないクレジットカードである。
《セゾン》インターナショナルとETCカードの同時即日発行については、申し込み時に「ETCカード」の ”申し込む” をチェックされるとETCカードが郵送されてしまい、セゾンカウンターで受け取ることができないので注意が必要である。
ゴールドカード《セゾン》
ゴールドカードであり、年会費は税抜10,000円。国際ブランドはVISA・MasterCard・JCBのいずれかを選ぶことができる。リボルビング払いの金利が一般カードより優遇されている。特定加盟店（西友や西武百貨店など）での利用分の永久不滅ポイントが2倍積算となる。
《セゾン》ゲーミングカード
「ゲーミングコイン（GC）」が貯まるゲーマー向けクレジットカード。セゾンゲーミングカード専用アプリからゲーミングコインの所持数の確認や、ゲーミングアイテムの交換ができる。年会費は永年無料。国際ブランドはMasterCardのみ。同じゲーミングクレジットカードのRazerCardと違い、クレジットカード自体は光らない。2023年3月27日をもってカードのサービスが終了。
《セゾン》NEXTカード
提携カード終了に伴う代替のプロパーカードとして発行される《セゾン》カードで、ゆうちょキャッシュカード機能とセゾンカード（クレジットカード）機能を備えた「郵貯カード《セゾン》」が郵政民営化により取扱終了したことに伴い、2007年（平成19年）11月に同会員向けに発行された。その後、同様に提携カードの取扱が終了したカード会員に対しても発行されている（2008年終了の西友株主ご優待《セゾン》カード等）。
年会費は《セゾン》カードインターナショナルと同様無料で、入会月から翌年同月までにカードの利用がない場合には、カードサービス手数料がかかる。サービス等も同じである。当初、同居する家族が本会員となっている他のセゾンカードの「《セゾン》永久不滅ポイント」をまとめることが可能という独自の特典があったが、現在は本カードに限らず永久不滅ポイント対象カードであれば可能となった。いわゆる代替サービスのため、新規入会することは不可。
《セゾン》NEXTゴールドカード
「郵貯カード《セゾン》ゴールド」会員向けに発行されたセゾンNEXTカードのゴールドカード。NEXTカードの特典に加え、年間50万円以上ショッピング利用があると年会費が無料となる。ゴールドカード《セゾン》とは細部の特典が異なる。

##### セゾン・アメリカン・エキスプレス・カード
国際ブランドはカードの名称の通りAMERICAN EXPRESS（AMEX）である。AMEXとはライセンス提携（いわゆる加盟店開放）によってセゾンが自社でカードの発行を行っており、与信や請求（プロセシング）については他のセゾンカードと同様の扱いとなる。従ってAMEXが独自に提供しているサービスは利用できない。ただし、日本以外でのカード緊急再発行サービスなど、海外向けを中心にAMEXとしてのサービスの一部は受けることが出来る。券面にセンチュリオンがデザインされているが、日本国内のAMEX提携カードでは唯一の採用である。
セゾンパール・アメリカン・エキスプレス・カード
年会費は初年度無料。次年度以降は税抜1,000円であるが、前年度に1度でもショッピングもしくはキャッシング利用がある場合は無料となる。
位置づけとしては、《セゾン》カードインターナショナル アメリカン・エキスプレス・カードのマイナーチェンジであり、年会費が有料化される代わりにオンライン・プロテクションが補償ありとなり、旧《セゾン》・アメリカン・エキスプレス・カード（現在のセゾンブルー・アメリカン・エキスプレス・カード）と同一の内容となった。
このカードの発行に伴い、2010年（平成22年）6月をもって年会費永久無料の「《セゾン》カードインターナショナル アメリカン・エキスプレス・カード」の新規受付は終了した。旧《セゾン》カードインターナショナル アメリカン・エキスプレス・カードは、Netアンサー上ではこのカードに自動的に移行されており、更新の際はこのカードが発行されるが、引き続き年会費永久無料とされている。
セゾンブルー・アメリカン・エキスプレス・カード
年会費は税抜3,000円。
旧《セゾン》アメリカン・エキスプレス・カードからのマイナーチェンジで、新たに手荷物無料宅配復路サービスが追加された。
セゾンゴールド・アメリカン・エキスプレス・カード
「ゴールドカードセゾン」と同じくゴールドカードであり、年会費も「ゴールドカードセゾン」と同じく税抜10,000円。
永久不滅ポイントが国内利用分では1.5倍、海外では2倍積算となる。コナミスポーツクラブの法人会員（都度利用）の利用サービスが付帯される等、ゴールドカード《セゾン》とは特典が異なる。プラチナよりも後の2007年11月より発行開始された。
セゾンプラチナ・ビジネス・アメリカン・エキスプレス・カード
プラチナカードであり、年会費は税抜20,000円。前年度のショッピング利用が200万円以上で次年度年会費が半額の10,000円となる。
ビジネスサービスとして、引き落とし口座が選べたり、利用明細データのダウンロード、ビジネス・アドバンテージが利用できる。後述するセゾンプラチナ・アメリカン・エキスプレス・カード同様、申込制のカードとなっている。
セゾンプラチナ・アメリカン・エキスプレス・カード
プラチナカードであり、年会費も「セゾンプラチナ・ビジネス・アメリカン・エキスプレス・カード」と同じく税込21,000円。
ゴールド・アメリカン・エキスプレス・カードの特典に加え、プライオリティ・パスの利用や専用デスク等の利用ができる。
2006年に発行開始された当初は#セゾンカウンターなどで申込書が常備され、誰でも申込することが出来たが、2009年頃より招待制となり、セゾンからのインビテーションがないと入会申込ができなくなった。
2019年10月より、招待制から申込制に戻されている。
セゾンNEXT アメリカン・エキスプレスカード
上記NEXTカード会員が入会申込することが出来る。サービス内容は旧《セゾン》アメリカン・エキスプレスカードに準じているが、年間30万円以上ショッピング利用があると年会費が無料となる。
セゾンコバルト・ビジネス・アメリカン・エキスプレス・カード
2019年12月24日に発表された新しいアメリカン・エキスプレスブランドのビジネスカードである。中小企業・小規模事業者・個人事業主をはじめ、スタートアップ企業、フリーランス等の ビジネスオーナーにご活用いただける、B2B決済の優遇サービスを付帯したビジネスカードとなっており、ビジネスカードとしては年会費が1,000円（税抜）と低く抑えられている。

### UCカード
2017年の提携内容変更から2019年の提携解消にかけて、ユーシーカードも再度発行するようになったが、引き続きFCとしてクレディセゾンもUCカードの発行を継続している（特に提携カードの新規発行は2020年まで受け付けていたJRカードを除いてクレディセゾンが一手に引き受けている）。

## 《セゾン》カードのサービス等

### 追加カード
追加カードとしてETCカード及び家族カードをそれぞれ発行している。

### totoの購入
スポーツ振興くじtoto公式サイトのClubtoto会員に加入にすることにより、ネット上でtotoの購入ができる（利用はNetアンサーの加入および3Dセキュアの申し込みが必要）。他社カード会社は、月の購入上限は枠内もしくはカード会社の所定の金額のいずれか低い額までの購入可能であるが、《セゾン》カードでは利用枠の範囲内であれば購入金額の制限はない。totoモバイル公式サイトでのtoto購入にカード会社で唯一対応している。

### 非接触決済

#### ポストペイ電子マネー
株式会社NTTドコモのiD及びモバイル決済推進協議会が推奨するQUICPayにそれぞれ対応している。利用するにはそれぞれのサービスに対応する携帯電話（おサイフケータイ）が必要であり、カード種別によってはいずれか一方の対応のみ、若しくはいずれにも対応しない場合がある。

#### プリペイド電子マネー
全カード共通で楽天Edy株式会社の楽天Edy、株式会社セブン・カードサービスのnanacoにそれぞれ対応している。おサイフケータイでの利用以外に、独立したカード型も存在する。

#### ICカード乗車券
次表の提携カードがICカード乗車券を搭載又はオートチャージに対応している。
| 名称                                        | 国際ブランド     | 提携先                       | 乗車券 |
| ------------------------------------------- | ---------------- | ---------------------------- | ------ |
| みずほマイレージクラブカード《セゾン》Suica | VISA             | 東日本旅客鉄道及びみずほ銀行 | Suica  |
| SEIBU PRINCE CLUBカードセゾン               | VISA             | 西武ホールディングス         | PASMO  |
| SEIBU PRINCE CLUBカードセゾン               | MasterCard       | 西武ホールディングス         | PASMO  |
| SEIBU PRINCE CLUBカードセゾン               | JCB              | 西武ホールディングス         | PASMO  |
| SEIBU PRINCE CLUBカードセゾン               | AMERICAN EXPRESS | 西武ホールディングス         | PASMO  |
| nimoca《セゾン》カード                      | VISA             | ニモカ                       | nimoca |
| JQカードセゾン                              | VISA             | 九州旅客鉄道                 | SUGOCA |
| JQカードセゾン                              | MasterCard       | 九州旅客鉄道                 | SUGOCA |
| JQカードセゾン                              | JCB              | 九州旅客鉄道                 | SUGOCA |
| JQカードセゾン                              | AMERICAN EXPRESS | 九州旅客鉄道                 | SUGOCA |

尚、別カード（若しくは対応するおサイフケータイ）を必要とするが、上表以外も含めた全カードで東日本旅客鉄道のモバイルSuica、株式会社パスモのモバイルPASMO、
西日本旅客鉄道（JR西日本）のSMART ICOCA、札幌市交通局（発行は札幌総合情報センター）のSAPICAも利用可能。

### セゾンカウンター
ららぽーとなどセゾンと深く提携している店舗の一部ではセゾンカウンターというセゾンカードの対面窓口が設けられている（ほとんどが郵便局窓口の様なオープンカウンターで、係員が10数名いる大規模なものから係員が2～3名常駐の小規模なものまで全国に48箇所）。このカウンターではカード入会（一部カウンターでは当日中にカードを発行することが可能）、メンバーズローン（証書貸付）の申込、カード利用相談等の受付業務を行っている。2010年8月までは利用代金の返済も受け付けていた。
かつてはロフト、パルコ、西友など旧セゾングループ店舗に多く設置されていたがロフトは大型店を縮小しパルコと西友は提携を終了したため現在はカウンターは設置されていない。
またそごう・西武内のクレジットカウンターは2024年9月1日以降クラブ・オン／ミレニアムカード セゾンの会員のみの対応となり、他のセゾンカードの取り扱いを行わなくなった。

### 《セゾン》永久不滅ポイント
《セゾン》カードのポイントサービスが《セゾン》永久不滅ポイントである（一部の提携カードを除く）。文字通り「永久不滅」であり、解約や退会しない限りポイントに有効期限はない。ポイントはクレジットカード会社にとって特典経費（損失）が発生し且つ負債にもなるため、有効期限のないこのポイントは業界では異例であった。
基本的に、ショッピング利用1,000円毎に1ポイント貯まるがアメリカン・エキスプレス・カードの場合は海外で2倍、「《セゾン》ゴールド・アメリカン・エキスプレス・カード」及び「 《セゾン》プラチナ・アメリカン・エキスプレス・カード」はこれに加えて国内で1.5倍（小数点以下切上げ）それぞれ貯まる。
UCカードは「UC永久不滅ポイント」の名称で《セゾン》永久不滅ポイントと同様のサービスを提供しているが、両者を合算する事はできなかった。しかし、システムが移行され、2017年11月26日にそれまで別々に溜めていた永久不滅ポイントが自動的に合算された。

### セゾン・UC空港ラウンジサービス
空港ラウンジを無料で利用できるサービスであり、利用できるのは以下のカード会員である。

尚、以前はセゾンカードとUCカード、付帯する国際ブランド等で利用可能な空港・ラウンジが一部異なっていたが、2023年8月現在はセゾンカード・UCカード共に以下の条件に統一されている。
- UCゴールドカード
- 「セゾンプラチナ・アメリカン・エキスプレス®・カード1」
- 「セゾンプラチナ・ビジネス・アメリカン・エキスプレス®・カード1」
- 「セゾンゴールド・アメリカン・エキスプレス®・カード2」
- その他、ゴールド以上のセゾンカード（但し、一部利用できないゴールドカードあり）

1 プライオリティ・パスに無料で登録する事ができる。

2 プライオリティ・パスに優遇年会費で登録する事ができる。

利用できる空港 
- 旭川空港
- 新千歳空港
- 函館空港
- 青森空港
- 仙台空港
- 秋田空港
- 成田国際空港
- 東京国際空港
- 新潟空港
- 富山空港
- 小松空港
- 富士山静岡空港
- 中部国際空港
- 大阪国際空港
- 関西国際空港
- 神戸空港
- 米子空港
- 岡山空港
- 広島空港
- 出雲空港
- 山口宇部空港
- 高知空港
- 徳島空港
- 高松空港
- 松山空港
- 福岡空港
- 北九州空港
- 佐賀空港
- 長崎空港
- 熊本空港
- 大分空港
- 宮崎空港
- 鹿児島空港
- 那覇空港
- ホノルル国際空港（米国）

### SAISON DESK HAWAII（セゾンデスクハワイ）
ハワイに所在するデスクであり、《セゾン》カードの会員が利用する事ができる。UCカードの会員（UCカードグループが発行するUCカードの会員を含む）は「UCデスクハワイ supported by セゾンデスクハワイ」として利用する事ができる。

## 主な提携カード
括弧内は提携先を示す。※は旧セゾングループ

### 金融機関
- 「みずほマイレージクラブカード《セゾン》」（みずほ銀行）[注 5]
- 「auじぶんcard《セゾン》」（auじぶん銀行）
- 「荘銀《セゾン》カード」（荘内銀行）
- 「福銀《セゾン》カード」（福井銀行）
- 「NAGOYA SAISON CARD」（名古屋銀行）
- 「YM《セゾン》カード」（山口銀行・もみじ銀行及びワイエムセゾン）
- 「MONEYKit《セゾン》カード」（ソニー銀行）
- 「西武信用金庫《セゾン》カード」（西武信用金庫）
- 「京信《セゾン》カード」（京都信用金庫）
- 「マネックスセゾンカード」（マネックス証券）

### 流通
- 「ローソンPontaカードVISA《セゾン》」（旧称「ローソンパスVISA」）（ローソン）
- 「クラブ・オン カード《セゾン》」（そごう・西武←※旧西武百貨店） - セブン・フィナンシャルサービスとの合弁会社セブンCSカードサービス発行
- 「そごうミレニアムカード《セゾン》」（そごう・西武←旧そごう） - セブン・フィナンシャルサービスとの合弁会社セブンCSカードサービス発行
- 「<PARCO カード>」（※パルコ） - 2024年2月終了
- 「ロフトカード」（※ロフト）
- 「MUJI Card」（※良品計画）
- 「タカシマヤ《セゾン》カード」（髙島屋）
- 「ジェイアール東海タカシマヤ《セゾン》カード」（ジェイアール東海髙島屋）
- 「Mei《セゾン》カード（エムザ）」（金沢丸越百貨店）
- 「Tokyo Midtown CARD《セゾン》」（東京ミッドタウンマネジメント）
- 「カワトクカード」（川徳）
- 「ウォルマートカード セゾン」（※西友） - 2022年3月終了
- 「さくら野セゾンカード」(さくら野百貨店)
- 「リウボウカードセゾン」（リウボウインダストリー）
- 「三井ショッピングパークカード《セゾン》」（三井不動産）
- 「CAINZセゾンカード」（カインズ）
- 「まるひろMクラブカード」（丸広百貨店）[63]（2022年11月まで）[64]

### 航空
- 「マイレージ・プラス《セゾン》カード」（ユナイテッド航空）[注 6]
- 「JMBローソンPontaカードVISA《セゾン》」（旧称：「JMBローソンパスVISA」）（日本航空及びローソン）

### 通信
- 「SoftBankカード《セゾン》」（ソフトバンク及びSBペイメントサービス）[65] - 2015年2月28日もって新規受付終了

### 放送
- 「WOWOW《セゾン》カード」（WOWOW）
- 「J:COMMUNITY Card《セゾン》」（ジュピターテレコム）

### その他
- 「東京ガスエネルギー CLOVIA CARD《セゾン》」（東京ガスエネルギー）
- 「シネマイレージカード《セゾン》」（TOHOシネマズ）
- 「JAPANカード《セゾン》」（日本サッカー協会）
- 「日本白血病研究基金カード《セゾン》」（日本白血病研究基金）
- 「マツダm'z PLUSカード《セゾン》」（マツダ）
- 「埼玉西武ライオンズファンクラブカード《セゾン》」（埼玉西武ライオンズ）
- 「apollostation card」（出光クレジット）
- 「DMM JCBカード」 (DMM.com)

## 提供番組
- SAISON CARD TOKIO HOT100(J-WAVE) - 2015年から冠スポンサー。J-WAVEはセゾングループが設立に関わり[66]、クレディセゾンは同社の株主でもある[67]。
- VINTAGE GARAGE(J-WAVE) - 2011年～2016年

## CMキャラクター
- ロナウジーニョ
- ドリームパスポート（競走馬。2007、2008年のキャラクター）
- ドリームシグナル（競走馬。2008年のキャラクター）
  - 以上2頭の競走馬は実物ではなくCG合成によるものである。
- 武田梨奈（2014年2月）
  - CMでの頭突きによる瓦割りは、CGではなく琉球少林流空手道月心会黒帯の実力を生かして実際に披露されたものである。
- 東池袋52
  - クレディセゾンおよび関係会社の若手女性従業員により構成されるアイドルグループ。「東池袋」は本社の所在地、「52」はサンシャイン60の52階に本社が入居していることにちなむ。2022年6月30日をもって解散した。
- 佐々木希（2021年12月20日）
  - 「セゾン・アメリカン・エキスプレス・カード」の「地球人だろ。」シリーズのCMに出演。宇宙ステーションのラウンジにたどり着いた地球人の女性役。
- 伊東純也（2023年9月）
  - 上記シリーズ「地球人だろ。」の続編に出演。サッカー日本代表及びJFAの「メジャーパートナー」契約の締結[68]を機に放映。